# カラフル!
『カラフル!〜世界の子どもたち〜』は、NHK教育テレビジョン→NHK Eテレで2009年4月2日から放送されている国際共同制作による15分間のドキュメンタリー番組。字幕放送、及び視覚障害者向けに副音声による解説放送を実施する。NHK教育テレビ50周年記念番組である。

## 概要
「子どもが自分の言葉で語るドキュメンタリー」と題する通り、さまざまな子どもの生活や日常の中で感じる悩みを子ども自身の一人語りでドキュメントする。
前述の通り、国際共同制作ということもあり日本を含む世界各地の10歳前後の子供を題材としており、視聴対象も同世代の子供を含む幅広い年齢層を想定している。海外制作の場合には日本語による吹き替えを行っているが、その場合であっても大人の声優ではなく、NHK東京児童劇団に所属している小学生や中学生が吹き替えを担当している。また、日本国内の子どもたちを題材とする場合、制作担当が東京制作（青少年・教育番組部）の場合と各地域のNHK放送局の場合がある。
2010年1月28日放送（初回放送）の「メーレ～小さな彫刻家～」（原題は「小さな彫刻家」）はオランダのキリスト教放送（KRO）の制作で、第36回日本賞のコンテンツ部門・児童向けカテゴリー最優秀賞（文部科学大臣賞）を受賞した。
本番組は『みんな生きている』の後番組という形で学校放送番組としても放送されている。ただし、2009年度～2011年度に関しては本放送が学校放送枠では無い木曜日夜や土曜日朝で放送された関係上、一部の作品は学校放送番組として放送されないことがあった。なお、2012年度以降の本放送は学校放送枠での放送となっている。
2010年度までは小学3～6年生が対象で、教科は総合学習と道徳であったが、2011年度から対象が小学2～6年生に変更された。さらに、2012年度以降は教科は特別活動、総合学習、道徳に変更となった。

## 放送時間
いずれも日本時間。
2013年度以降は再放送も含めて放映している。
- 2009年度：木曜日 19:40 - 19:55、水曜日 09:30 - 09:45（再放送）、金曜日 09:45 - 10:00（再放送）
- 2010年度：木曜日 19:35 - 19:50、土曜日 11:00 - 11:15（再放送）、水曜日 09:30 - 09:45（再放送）
- 2011年度：土曜日 06:35 - 06:50、金曜日 10:00 - 10:15（再放送）
- 2012年度：金曜日 09:45 - 10:00
- 2013年度：月曜日 09:55 - 10:10
- 2014年度：木曜日 09:50 - 10:05前期（4月10日～10月2日までの放送）[6]。
- 2015年度：木曜日 09:50 - 10:05後期（10月8日〜2016年3月17日までの放送）
- 2016年度 - 2019年度：木曜日 09:10 - 09:25
- 2020年度：金曜日 09:30 - 09:45後期（10月〜2021年3月までの放送）
- 2022年度：木曜日 09:30 - 09:45後期（11月10日～）

## 放送リスト
| 回  | タイトル                             | 国               | 初回放送日     |
| --- | ------------------------------------ | ---------------- | -------------- |
| 1   | 学校にもどる日                       | 日本 大阪府      | 2009年04月02日 |
| 2   | はじめての遠乗り                     | デンマーク       | 2009年04月09日 |
| 3   | ぼくの中の二つの国                   | 日本 愛知県      | 2009年04月16日 |
| 4   | ぼくの自転車がほしい                 | トルコ           | 2009年04月23日 |
| 5   | 本当はけんかしたくない               | 日本 埼玉県      | 2009年04月30日 |
| 6   | パパのいない1年                      | アイルランド     | 2009年05月07日 |
| 7   | きょうはここ あすはどこか            | クロアチア       | 2009年05月14日 |
| 8   | アイヌ語で話したい                   | 日本 北海道      | 2009年05月21日 |
| 9   | 新しい家族                           | ベルギー         | 2009年05月28日 |
| 10  | 山の学校でみつけた友だち             | 日本 福岡県      | 2009年06月04日 |
| 11  | ぼくはブラム、夢はDJ                 | オランダ         | 2009年06月11日 |
| 12  | 千恵のまいにち日っき                 | 日本 埼玉県      | 2009年06月18日 |
| 13  | アレクサンダーの転校                 | フィンランド     | 2009年06月25日 |
| 14  | ぼくの言うことを聞いて!              | ドイツ           | 2009年07月02日 |
| 15  | アイツだけには負けたくない           | 日本 東京都      | 2009年07月09日 |
| 16  | 街から女の子が来た                   | 日本 福岡県      | 2009年09月03日 |
| 17  | 炎のダンス                           | 南アフリカ共和国 | 2009年09月10日 |
| 18  | “川の学校”にボクは行く               | 日本 徳島県      | 2009年09月17日 |
| 19  | 空手ファミリー                       | スウェーデン     | 2009年09月24日 |
| 20  | アイラブおしゃれ                     | 日本 埼玉県      | 2009年10月01日 |
| 21  | ラティナ 新体操にかける              | ブルガリア       | 2009年10月08日 |
| 22  | 家の手伝い してみたい                | 日本 宮城県      | 2009年10月15日 |
| 23  | 羊飼いの少年                         | エジプト         | 2009年10月22日 |
| 24  | ダンシング・ライフ                   | スロベニア       | 2009年10月29日 |
| 25  | 体操が私にくれるもの                 | 日本 福井県      | 2009年11月05日 |
| 26  | 砂町銀座はみなの家                   | 日本 東京都      | 2009年11月12日 |
| 27  | うちが農家になった                   | 日本 神奈川県    | 2009年11月19日 |
| 28  | ロマの少女 アンブラの生活            | イタリア         | 2009年11月26日 |
| 29  | “がんばりマン”をさがせ!              | 日本 大分県      | 2010年01月14日 |
| 30  | 今日ももちろん がんばっています!     | 日本 神奈川県    | 2010年01月21日 |
| 31  | メーレ～小さな彫刻家～               | オランダ         | 2010年01月28日 |
| 32  | 強いヒーローがぼくの夢               | 日本 宮城県      | 2010年02月04日 |
| 33  | サッカーと料理と                     | セルビア         | 2010年02月18日 |
| 34  | 8人と80頭の家族                      | 日本 静岡県      | 2010年02月25日 |
| 35  | ナナミちゃんとわたしの発表会         | 日本 福岡県      | 2010年03月25日 |
| 36  | すすめ!ぼくのロボット                | 日本 兵庫県      | 2010年04月01日 |
| 37  | おじいちゃんと話がしたい             | 日本 京都府      | 2010年04月08日 |
| 38  | ジャンプ スピン グラインド           | アイルランド     | 2010年04月15日 |
| 39  | ぼくは9人兄弟の4番目                 | 日本 神奈川県    | 2010年04月22日 |
| 40  | 強いヒーローがぼくの夢               | 日本 宮城県      | 2010年04月29日 |
| 41  | クリシュナを信じる少女               | クロアチア       | 2010年05月06日 |
| 42  | やっぱり“学童”が好き!                | 日本 東京都      | 2010年05月13日 |
| 43  | オリバーくんと山                     | デンマーク       | 2010年05月20日 |
| 44  | お姫さまも ほんとたいへん            | 日本 富山県      | 2010年05月27日 |
| 45  | ボクはキャプテン修業中               | 日本 鹿児島県    | 2010年06月03日 |
| 46  | 街から村へ                           | キプロス         | 2010年06月10日 |
| 47  | もっと速くなりたい                   | 日本 三重県      | 2010年06月17日 |
| 48  | 最高の波                             | イスラエル       | 2010年06月24日 |
| 49  | わたしも一人でできるよ               | 日本 長野県      | 2010年07月01日 |
| 50  | 女子には負けられん                   | 日本 鳥取県      | 2010年07月08日 |
| 51  | 変形菌はぼくの友だち                 | 日本 東京都      | 2010年07月15日 |
| 52  | ダンスフロアのワジム                 | ドイツ           | 2010年07月22日 |
| 53  | 弱い自分に勝ってみたい               | 日本 埼玉県      | 2010年09月02日 |
| 54  | みんな、いないって言うけど           | 日本 東京都      | 2010年09月09日 |
| 55  | いつでもオンライン                   | アイルランド     | 2010年09月16日 |
| 56  | ずっと馬とくらしたい                 | 日本 北海道      | 2010年09月30日 |
| 57  | レーサー                             | オランダ         | 2010年10月07日 |
| 58  | わたしが住むのは宝島                 | 日本 山口県      | 2010年10月14日 |
| 59  | 拝啓 体重くん                        | セルビア         | 2010年10月21日 |
| 60  | どんどん絵を描きたい                 | 日本 愛知県      | 2010年10月28日 |
| 61  | 方法はきっとある                     | トルコ           | 2010年11月04日 |
| 62  | 天上の歌                             | スロベニア       | 2010年11月18日 |
| 63  | わたしもトライを決めたい             | 日本 岡山県      | 2010年11月25日 |
| 64  | わたしの馬はうるさい馬               | 日本 北海道      | 2010年12月30日 |
| 65  | 悪霊を追いはらえ                     | ブルガリア       | 2011年01月20日 |
| 66  | お兄ちゃんといっしょに               | 日本 京都府      | 2011年01月27日 |
| 67  | 聞こえない歌                         | イスラエル       | 2011年02月03日 |
| 68  | アナと弟たち                         | クロアチア       | 2011年02月17日 |
| 69  | 思いっきり走らせたい                 | 日本 北海道      | 2011年02月24日 |
| 70  | 全力で挑戦してみる                   | ギリシャ         | 2011年03月03日 |
| 71  | 色をぬろう                           | キプロス         | 2011年03月19日 |
| 72  | 一人で育ててくれてありがとう         | 日本 福岡県      | 2011年04月02日 |
| 73  | コルタ・サーミ語で歌う               | フィンランド     | 2011年04月16日 |
| 74  | ぼくのうちはクリーニング屋           | 日本 栃木県      | 2011年04月23日 |
| 75  | パメラ～お父さんのいない毎日～       | ドイツ           | 2011年05月07日 |
| 76  | YOYOはかなりいいヨ                   | 日本 愛知県      | 2011年05月21日 |
| 77  | ぼくには家が2つある                  | 日本 東京都      | 2011年05月28日 |
| 78  | わたしたちは ペンギンズ              | 日本 静岡県      | 2011年06月11日 |
| 79  | 面で一本とりたい                     | 日本 広島県      | 2011年06月25日 |
| 80  | ボクの“きょうだい”は24人             | 日本 兵庫県      | 2011年07月16日 |
| 81  | わたしが勉強する理由                 | 日本 広島県      | 2011年07月23日 |
| 82  | 夢はぶっちゃけ漫画家                 | 日本 東京都      | 2011年07月30日 |
| 83  | 野球 いっしょにやろう!               | 日本 奈良県      | 2011年08月13日 |
| 84  | ぼくは横綱になる                     | 日本 東京都      | 2011年08月20日 |
| 85  | アイススケーター                     | クロアチア       | 2011年08月27日 |
| 86  | ちゃんとしたリーダーになりたい       | 日本 兵庫県      | 2011年09月10日 |
| 87  | ロッテ～人の役に立つには～           | ドイツ           | 2011年09月17日 |
| 88  | いつかきっと…                        | トルコ           | 2011年09月24日 |
| 89  | 毎日 平和ですごしたい                | 日本 千葉県      | 2011年10月08日 |
| 90  | ぼくの灯台                           | ギリシャ         | 2011年10月15日 |
| 91  | 遠くから来る子どもたち               | オランダ         | 2011年11月12日 |
| 92  | ひとりで旅をする                     | スウェーデン     | 2011年11月19日 |
| 93  | 思いっきりシュートが打ちたい         | 日本 山梨県      | 2011年11月26日 |
| 94  | それでもケーキを作りたい             | 日本 愛知県      | 2011年12月10日 |
| 95  | はなやかな 私の人生                  | スロベニア       | 2011年12月24日 |
| 96  | おばあちゃんはカッコイイ             | 日本 山梨県      | 2012年01月07日 |
| 97  | 楽しくておもしろい私の家族           | 日本 島根県      | 2012年01月14日 |
| 98  | 希望のつばさ                         | イスラエル       | 2012年01月21日 |
| 99  | テスラ～きょうだいを求めて～         | セルビア         | 2012年01月28日 |
| 100 | リーダー                             | エジプト         | 2012年02月11日 |
| 101 | どっちの国を選べばいいの?            | キプロス         | 2012年02月18日 |
| 102 | 心をあわせて 音をあわせて            | 日本 三重県      | 2012年02月25日 |
| 103 | お父さんとお母さんを助けたい         | 日本 東京都      | 2012年03月17日 |
| 104 | それでも農家になりたい               | 日本 高知県      | 2012年03月24日 |
| 105 | あの日から始めたこと                 | 日本 岩手県      | 2012年03月31日 |
| 106 | 見えなくても おもしろい              | 日本 新潟県      | 2012年04月13日 |
| 107 | もっと強くなるために                 | 日本 東京都      | 2012年04月27日 |
| 108 | 信長ってカッコイイでしょ?            | 日本 岐阜県      | 2012年05月11日 |
| 109 | 一人でもさびしくない                 | 日本 三重県      | 2012年05月25日 |
| 110 | だけん 弓道が好き                    | 日本 熊本県      | 2012年06月08日 |
| 111 | ぼくが監督 主演は怪獣                | 日本 和歌山県    | 2012年06月15日 |
| 112 | バスケット                           | 日本 神奈川県    | 2012年06月29日 |
| 113 | チームワーク                         | 日本 兵庫県      | 2012年07月06日 |
| 114 | ぼくにとって大切なこと               | 日本 東京都      | 2012年07月13日 |
| 115 | わたしをわすれないで                 | アイルランド     | 2012年07月20日 |
| 116 | ぼくは“真ん中”                       | 日本 島根県      | 2012年08月24日 |
| 117 | みんな喜んでくれるかな               | 日本 福岡県      | 2012年08月31日 |
| 118 | わたしだって乗りたい                 | 日本 茨城県      | 2012年09月07日 |
| 119 | 夏を楽しみたい                       | ギリシャ         | 2012年09月14日 |
| 120 | マルテ～水泳と転校～                 | ドイツ           | 2012年09月21日 |
| 121 | 目標は笑顔                           | 日本 福島県      | 2012年09月28日 |
| 122 | 雷なんかこわくない                   | オランダ         | 2012年10月05日 |
| 123 | 「ザツ」になったらあかん             | 日本 大阪府      | 2012年10月12日 |
| 124 | ぼくのゴール                         | トルコ           | 2012年10月19日 |
| 125 | さよなら あかねちゃん                | 日本 山形県      | 2012年10月26日 |
| 126 | ピエロがコワい                       | イスラエル       | 2012年11月02日 |
| 127 | 見てほしいと 見てほしくないのあいだ  | 日本 沖縄県      | 2012年11月09日 |
| 128 | オレ 長男やきん                      | 日本 香川県      | 2012年11月16日 |
| 129 | 発表会はいつもドキドキ               | スロベニア       | 2012年11月30日 |
| 130 | マイウェイ                           | 日本 山形県      | 2012年12月07日 |
| 131 | 目指すは超オメガレア                 | 日本 広島県      | 2012年12月14日 |
| 132 | 今こそ集中!                          | チェコ           | 2013年01月18日 |
| 133 | お姉ちゃんの作戦                     | モンゴル         | 2013年01月25日 |
| 134 | ゆきんちは旅館                       | 日本 大分県      | 2013年02月01日 |
| 135 | 10メートルからジャンプ               | セルビア         | 2013年02月08日 |
| 136 | くっことわたし                       | 日本 秋田県      | 2013年02月15日 |
| 137 | ぼくはできるよ                       | 日本 神奈川県    | 2013年02月22日 |
| 138 | ドキドキ バレンタイン                | 日本 北海道      | 2013年03月08日 |
| 139 | おどらへん気持ち                     | 日本 奈良県      | 2013年03月15日 |
| 140 | めざせ!初メダル                      | ドイツ           | 2013年10月07日 |
| 141 | スターになりたい!                    | オランダ         | 2013年12月02日 |
| 142 | わたしの新しいヘアスタイル           | イスラエル       | 2014年02月17日 |
| 143 | みんなをやる気にさせるのはむずかしい | 日本 兵庫県      | 2014年07月03日 |

## スペシャル版
本番組のスペシャル版として『カラフル!スペシャル』をこれまで何度か放送した。
過去にレギュラー放送した回のその後を追ったものや長期取材したものを放送。また、「ヒミツのこども地図」では実際に子どもたちが描いた地図を公式サイトにて紹介したほか、スペシャル版で実際に地図を描いた子どもたちの思いをドキュメントとインタビューで綴った。
特記が無いものは全てNHK教育→NHK Eテレでの放送。
- 「ぼくの”すみれの兄弟”」：2009年 5月 6日（水曜日）10:00 - 10:45、2009年 5月17日（日曜日 ）16:15 - 17:00（再放送）
- 「子どもたちの名言・迷言」：2009年 7月30日（木曜日）19:00 - 19:55
- 「山のナナミと街のカオル」：2010年 5月 2日（日曜日）16:00 - 16:50、2010年 5月 5日（水曜日）13:05 - 13:55（NHK総合 、再放送）、2010年 6月19日（土曜日）16:10 - 17:00（再放送）
- 「ずっとずっと馬とくらしたい」：2011年 8月15日（月曜日）09:25 - 10:10、2011年 9月18日（日曜日）16:15 - 17:00（再放送）
- 「ヒミツのこども地図」：2013年 8月 5日（月曜日）09:00 - 09:45、2013年10月14日（月曜日）09:30 - 10:15（再放送）
- 「弟にナイスプレーと言えた日」：2014年12月26日（金曜日）09:10 - 09:30
- 「楽しいジャズを届けたい ～郷詩11才 ひと夏の経験～」：2015年12月28日（月曜日）09:00 - 09:30
- 「わたしの馬は与那国馬」：2016年12月30日（金曜日）09:00 - 09:30
- 「見とってヨ！オレの飛ぶとこ！回るとこ！」：2019年12月23日（月曜日）09:10 - 09:40